# Oophaga histrionica
La rana cocoi o rana arlequín venenosa (Oophaga histrionica) es una especie de anfibio que se encuentra en los bosques tropicales húmedos de la región del Pacífico, al occidente de Ecuador y Colombia.

## Descripción
Su cuerpo alcanza una longitud entre 36 y 42 mm. Es una especie muy llamativa por su gran colorido, generalmente con manchas anaranjadas o también amarillas, rojas, blancas o azules, sobre negro brillante, marrón o azul. La piel es lisa y abundantemente provista de glándulas productoras de veneno.
Cuando es adulta se alimentan de insectos, en especial hormigas, ácaros y otros pequeños artrópodos, ayudando a mantener el equilibrio natural. Secreta una sustancia viscosa venenosa cuando es sometida a estrés, la cual puede causar parálisis respiratoria. 

## Su Reproducción
Es una rana diurna, tiene un modo reproductivo altamente especializado: el cortejo es complejo y dura dos o tres horas; los huevos son depositados individualmente en las bases de hojas de plantas, como bromelias y aráceas, o en otros pozos artificiales y son cuidados por la hembra, quien deposita huevos no fertilizados para que sean consumidos por los renacuajos, como único alimento que aceptarán estos.

## Uso
Es utilizada comercialmente como mascota y las sustancia que secreta en su piel, la histrionicotoxina, un alcaloide espiropiperinídico que bloquea la transmisión neuromuscular, ha sido investigada para la fabricación de medicamentos. Se investiga su aplicación en el tratamiento del Alzheimer, el síndrome de Down y la miastenia grave. A diferencia de las especies de Phyllobates, esta especie no fue utilizada para la elaboración de dardos venenosos.